# Estratégia emergente
Estratégia emergente é um conceito criado por Henry Mintzberg que designa um tipo especifico de estratégia de avaliação e reação, que foca na reação rápida as mudanças observadas na área, diferindo da estratégia deliberada, que tem foco no planejamento a longo prazo baseado em previsões futuras. Enquanto na estratégia deliberada os planos previamente estabelecidos devem ser cumpridos,  na estratégia emergente o plano é reagir com rapidez aos acontecimentos do momento. Um exemplo de estratégia emergente é aquela empregada pela rede de lojas de roupa Zara. Inicialmente é feito um levantamento que identifica o estilo de roupa que as pessoas estão a procura. Uma variedade de roupas (em pequena quantidade) são criadas com base nessa preferência previamente identificada e enviadas as lojas. Com base no número de vendas de cada tipo de variedade criada, a empresa reage rapidamente aumentando a produção das roupas que estão vendendo muito e diminuindo ou encerrando a fabricação daquelas que tiveram índice de vendas a baixo do esperado.